# Нил Столобенский (скульптура)
«Нил Столобе́нский» — вырезанная из дерева и раскрашенная скульптура одноимённого святого, в настоящее время находится в музее «Наследие преподобного Нила». Предположительно, создана в 1770-е — 1780-е годы. Скульптурный образ преподобного был создан для Покровского храма церкви Иоанна Предтечи Нило-Столобенской пустыни, расположенной на острове Столо́бном и частично на полуострове Све́тлица, в 10 км к северу от города Осташкова, на озере Селигер. Скульптура выполнена из дерева в технике резьбы и росписи темперой, использованы левкас и олифа.
Заведующая сектором научно-методической и педагогической работы Центрального музея древнерусской культуры и искусства имени Андрея Рублёва, доктор искусствоведения Тамара Барсегян предположила, что автором скульптуры мог быть Кондратий Семёнович Конягин — лепщик, работавший над украшением храмов города Осташкова, Нило-Столобенской пустыни и Валаамского монастыря. Кандидат философских наук Павел Иванов считал, что к появлению статуи преподобного Нила Столобенского из Покровского храма причастен местный помещик Иван Челищев, знавший иностранные языки, эрудированный, некоторое время служивший в Санкт-Петербурге, большой любитель театра и театральных эффектов.
После проведённой в 2012 году реставрации скульптура находится в музее «Наследие преподобного Нила», расположенном в Нило-Столобенской пустыни. Этот музей имеет самую большую в мире коллекцию изображений святого, чудотворная скульптура которого занимает в экспозиции центральное место.

## Описание скульптуры и истоки её иконографии
Скульптура святого выполнена из дерева в технике резьбы и росписи темперой; в процессе работы над ней автором использованы левкас и олифа.
Доктор искусствоведения Тамара Барсегян в статье «Чудотворный скульптурный образ преподобного Нила Столобенского» писала, что иконографическими источниками для скульптуры были «Житие» Нила Столобенского и его первые надгробные иконы, которые относились ещё к концу XVI века. Житие сообщает, что святой упражнял свои тело и душу во всенощных стояниях и молитвах, постоянно изучал закон Божий и открывал Господу свою душу. Ни днём, ни ночью Нил не позволял себе даже на короткое время ложиться, а в случае крайнего изнеможения всё равно стоял, хотя и опирался на деревянные крюки, вбитые в стены кельи.
Житие представляет преподобного Нила как аскета, нестяжателя, мистика, исихаста, совершавшего пустыннический подвиг. Барсегян обращала внимание, что житие проясняет композицию скульптурного образа. Знание техники молитвы исихастов объясняет согбенную позу святого. В частности, в анонимном трактате «Метод священной молитвы и внимания» рекомендуется: «Уединившись в безмолвной келии своей и обратившись лицом к одному углу… затвори двери чувств и вознеси ум свой от всего суетного и преходящего. Затем, опершись бородой в грудь, обрати чувственные очи свои вместе с умом на середину живота, то есть на пупок, задержи носовое дыхание…». Композиционное решение скульптуры соответствует этой рекомендации: святой действительно низко опустил голову и бородой упирается в грудь. Он сидит, согнувшись всем телом и сложив согнутые в локтях руки на коленях. Автор скульптуры изобразил повисшее на крюках-костылях тело святого. В некоторых других скульптурах Нил Столобенский изображён стоящим.
Одежды святого имеют символическое значение и напоминают о его монашеских обетах. Нил представлен облачённым в схиму — что соответствует высшей степени монашеского подвига. Это облачение помогает мастеру раскрыть духовную сущность образа. На святом одета мантия, представляющая собой длинный плащ без рукавов. Эта свободная, неперепоясанная верхняя одежда является образом ангельских крыльев. Из-под мантии видны рукава подрясника — нижней одежды монаха. На голове Нила Столобенского изображён куколь, который монахи носят днём и ночью. Считается, что он является напоминанием об обязанности хранить незлобие и младенческую простоту. Куколь великой схимы имеет остроконечное завершение и украшен спереди изображением восьмиконечного креста. Поверх мантии на святом изображён аналав. Это длинный плат с нанесённым на него крестом Господня и орудиями страстей. На левой руке преподобного висят чётки, необходимые для подсчёта читаемых молитв и совершаемых поклонов. Барсегян отмечала конкретное и точное воспроизведение облачений. По её мнению, это делает образ достоверным и убедительным, подчёркивает его сакральное значение.
Тамара Барсегян считала, что скульптура передаёт портретные черты Нила Столобенского: «лицо вытянутое, с впалыми щеками, заострённым прямым крупным носом, с глубоко посаженными прикрытыми или полуприкрытыми глазами, с длинной, широкой, заострённой книзу бородой».
- Чёрный куколь
- Монах в подряснике
- Монашеский аналав. Вид спереди и сзади

## История создания и судьба скульптуры

### Скульптура из Покровского храма и традиция изготовления образов Нила Столобенского
В фондах Государственного архива Тверской области находится «Житие преподобного и Богоносного Отца нашего Нила Столобенского чудотворца». Оно было написано в начале XIX века одним из местных священнослужителей. Это житие сообщает, что в нижнем Покровском храме церкви Иоанна Предтечи Нило-Столобенской пустыни, на том самом месте, где была пещера святого, находится резной образ подвижника, соответствующий его возрасту и легендарной внешности, «от коего нередко с верою притекающие приемлют исцеление». Храм этот был построен в 1777—1781 годах. Исходя из этой датировки, доктор искусствоведения Барсегян считала, что данный образ — самый ранний скульптурный образ святого Нила и что он датируется 1770—1780 годами. По мнению Барсегян, скульптурный образ преподобного Нила получил широкое распространение в XVIII — начале XX столетия, а также после возрождения монастыря в 1990-е годы, по причине того, что именно это изображение святого почиталось как чудотворное. Истоки же образа Нила Столобенского в скульптуре исследователь искала в новгородском искусстве XV—XVI веков, в частности в навершиях на саркофагах Варлаама Хутынского 1500 года и Антония Римлянина 1573 года. Наместник Нило-Столобенской пустыни, кандидат богословия, архимандрит Вассиан в статье «Нил Столобенский и его обитель» относил скульптуру Нила Столобенского из Покровского храма не к XVIII, а к XIX веку.
Противоположную точку зрения высказывала искусствовед Людмила Калмыкова в книге «Народное искусство Тверской земли» (1995). По её мнению, задолго до создания скульптуры из Нило-Столобенской пустыни, ещё в XVII веке народные мастера в сёлах вблизи Осташкова, а также в Ржевском, Зубцовском, Старицком и Вышневолоцком уездах, вырезали из дерева мелкие фигурки Нила Столобенского. Часто этой работой занимались женщины. Нил Столобенский изображался сидящим со склонённой на грудь головой и опирающимся на деревянные костыли. Монашеская одежда окрашивалась в чёрный цвет. Эти фигуры выполнялись для паломников. Крупные же скульптуры в человеческий рост исполнялись по заказу частных лиц, а также церквей и часовен. Большие статуи «украшались крестиками, образками, кольцами и серьгами на пёстрых лентах, искусственными цветами, нитками бисера, бус, жемчуга, полосками или лоскутками цветной ткани». К началу XVII века относил появление скульптурных изображений святого и заслуженный деятель искусств РФ Владимир Десятников. Он ограничивал, однако, ареал подобных работ центральными и северными губерниями Российского государства: Тверской, Новгородской, Псковской, Смоленской, Ярославской и Московской. Он отмечал условность образа подвижника и отсутствие в изображениях портретности. По мнению Десятникова, небольшие изображения святого предназначались для паломников. Доктор искусствоведения Николай Соболев в книге «Русская народная резьба по дереву» (1934) также утверждал, что изображения Нила Столобенского не пользовались широким распространением в России. Например, изготовлением этих фигур в последние годы до революции было занято всего несколько крестьянских семейств в Осташковском, Ржевском и Зубцовском уездах. Это происходило из-за того, что монастырь монополизировал сбыт этих фигур, резчики были обязаны доставлять все свои произведения в пустынь. По мнению исследователя, отсутствие конкуренции и господство традиции делали производство фигур «шаблонным и мало интересным».
Точки зрения, что традиция изготовления скульптурных изображений преподобного предшествует созданию скульптуры из Покровского храма, придерживался также кандидат искусствоведения и коллекционер Александр Буркин: «иконописцы XVI века изображали святого Нила в строго канонической иконной традиции на плоской доске, а с XVII века стал формироваться собственный канон — либо прорезное изображение молитвенника — горельеф, либо полностью объёмная фигура подвижника — скульптура». Уже тогда объёмные фигуры Нила Столобенского получили массовое распространение. Большинство их предназначались, с точки зрения исследователя, для домашнего использования, а не для храма. По мнению Буркина, факт постоянного стояния Нила в сознании его почитателей стал ассоциироваться со столпничеством, хотя его жития носят преподобнический характер. Именно это и повлекло широкое распространение именно скульптурных изображений святого. Скульптурные изображения преподобного Нила Буркин предложил разделить на две условные группы: «народную, когда подвижник мыслится в образе былинного богатыря, — БОГАТЫРЯ ДУХА [так в тексте оригинала], и церковную монашескую, где за плотской немощью скрыто величие духовного подвига — ОБРАЗ АСКЕТА».
Заместитель директора Тверской областной картинной галереи по научной работе в 1995—1997 годах Валерия Гершфельд считала, что традиция изготовления небольших изображений Нила Столобенского появилась даже раньше — вскоре после создания монастыря. Быстро сложился канон этих скульптур, но встречаются и отдельные отклонения от него, связанные с народным почитанием преподобного. Она отмечала, что в глазах верующих ценность подобных изображений была связана с почитанием Нила в качестве целителя ног и спасителя на воде, а также покровителя путешественников. По мнению искусствоведа, летом крестьяне только заготавливали древесину, зимой вырезали деревянные скульптуры, а окрашивали их ближе к весне — к празднованию дня святого. Синтез пластики и окраски она объясняла западным влиянием.
Кандидат искусствоведения Александр Буркин опровергал сложившиеся ещё в советское время представления о низком художественном уровне и однообразии скульптурных изображений Нила Столобенского, а также о небольшом ареале подобных изображений. Среди его аргументов:
- скульптурные изображения Нила, даже если и создавались только в Тверской губернии, должны были широко распространяться по территории Российской империи. На праздник преподобного приходило ежегодно до 20 тысяч паломников, а за год монастырь посещало до 50 тысяч человек. Значительная часть уносила с собой резное изображение;
- личная коллекция самого Буркина свидетельствует, что канонические правила изображения не сковывали творческую фантазию резчиков;
- существуют скульптуры преподобного, «расписанные яркими цветами, с использованием золочения», поэтому предположение Л. Э. Калмыковой о только чёрной раскраске скульптурных изображений ошибочно;
- исчезновение производства фигурок произошло не потому, что «следование церковному канону сделало производство фигурок святого Нила „шаблонным и малоинтересным“», а из-за Октябрьской революции и утверждения советской власти.

Кандидат искусствоведения Артур Галашевич утверждал, что первоначально скульптуры Нила изготовлялись в монастыре, но крестьяне из окрестных сёл быстро оценили прибыльность данного «промысла» и стали сами создавать и продавать подобные фигурки. Народные мастера, однако, акцентировали бытовые подробности изображения. Такая неканоническая интерпретация образа святого была негативно оценена церковными властями. Был издан указ, запрещающий крестьянам этот промысел. Крестьяне, однако, мало считались с ним.

### Пещера Нила Столобенского в Покровском храме
Протоиерей Владимир Успенский, историк Верхневолжья XIX века, писал о храме Иоанна Предтечи Нило-Столобенской пустыни: «Место пещеры [святого], известное прежде по преданию, открыто было в 1777 году при рытье рва под фундамент храма. В нижней церкви Покрова Пресвятой Богородицы на северной стене его установили чугунную плиту с памятной надписью о пещере преподобного Нила», а в северо-западном углу, на месте пещеры, было оставлено углубление, представлявшее саму пещеру. О пребывании в этом месте скульптуры Нила Столобенского Владимир Успенский ничего не писал.
Анонимный автор «Исторической записки о Ниловой пустыни, что на озере Силигере», вышедшей в 1853 году, не упоминает не только о скульптурном изображении святого, но и об углублении в нижнем Покровском храме. Известный российский педагог, член-корреспондент Императорской Санкт-Петербургской академии наук Сергей Рачинский с удовлетворением сообщал, что во время путешествия со своими учениками в Нилово-Столобенскую пустынь он сумел «осмотреть монастырский сад и посетить пещеру, вырытую, по преданию, самим Преподобным». По неизвестной причине он также не упоминает пребывание в пещере статуи святого. При этом сам Рачинский признавался, что уже после посещения пустыни он приобрёл целый ряд книг, посвящённых монастырям Селигера, а Владимир Успенский «подарил… [ему] составленное им историческое описание Ниловой пустыни (коего в самой Пустыни приобрести нельзя)».

### Судьба скульптуры
В 1919 году фигура преподобного Нила Столобенского была изъята из Нилово-Столобенской пустыни. Её поместили в здание уже закрытого к тому времени Вознесенского собора Знаменского женского монастыря города Осташкова Тверской области. В то время он, по одним данным, использовался под зернохранилище. По свидетельствам очевидцев, реликвия из-за этого находилась в сырости и холоде. По другой версии, в здании располагалась экспозиция местного краеведческого музея. В 1930 году фотография скульптуры вошла в комплект фотографий культовой деревянной скульптуры, выпущенный Михаилом Погодиным. Экземпляр этой редкой фотографии хранится в Государственном бюджетном учреждении культуры Тверской области «Тверская областная картинная галерея» (ТОКГ КП-24660 / 73, бумага, печать бромсеребряная, 29,7 × 24 см).
После 1945 года Воскресенский собор был передан Церкви. Скульптура преподобного Нила Столобенского находилась в нём до 2011 года, когда её перевезли в музей «Наследие преподобного Нила». Доктор искусствоведения Тамара Барсегян утверждала, что именно этот скульптурный образ преподобного был выполнен для Покровского храма церкви Иоанна Предтечи Нило-Столобенской пустыни. Подтверждением искусствовед считала иллюстрацию с изображением деревянной резной скульптуры преподобного Нила из церкви в честь Покрова Пресвятой Богородицы на острове Столобное на фотографии Отто Ренара в книге историка конца XIX — начала XX столетия Ивана Токмакова «Город Осташков Тверской губернии и его уезд», которая была издана в Москве в 1906 году. Иллюстрация соответствует образу, находившемуся в Вознесенском соборе. Сам Токмаков также очень кратко описывает статую Нила Столобенского: «Особенно интересна пятиглавая церковь Иоанна Предтечи. Здесь изображена [так в тексте] пещера Нила Столбенского [так в тексте] и его статуя в сидячем положении, в одежде схимонаха. В этом месте были найдены мощи преп. Нила».
В 2011 году выставка «Наследие преподобного Нила», во время которой была представлена зрителям и скульптура Нила Столобенского, прошла в московском частном музее «Дом иконы и живописи». В первый раз в своей истории Нило-Столобенская пустынь предоставила свои святыни светскому музею, а скульптура из Покровского храма впервые за два века покинула побережье озера Селигер.
После осуществлённой в 2012 году реставрации (средства, необходимые для реставрации изображения святого, выделил меценат Пётр Ямов) скульптура находится в музее «Наследие преподобного Нила», расположенном в Нило-Столобенской пустыни. Этот музей имеет самую большую в мире коллекцию изображений святого, его чудотворная скульптура занимает в экспозиции центральное место.
- Иоанно-Предтеченский храм над пещерой Нила Столобенского. Дореволюционная открытка
- Место церкви Иоанна Предтечи (на берегу озера Селигер за кладбищем, в настоящее время не существует), где первоначально в нижнем храме находилась скульптура
- Осташков. Вознесенский собор бывшего Знаменского женского монастыря
- Интерьер одного из залов музея «Наследие преподобного Нила», где в настоящее время находится скульптура

## Реставрация скульптуры
В обследовании и реставрации деревянной скульптуры принимали участие Государственный научно-исследовательский институт реставрации, Всероссийский художественный научно-реставрационный центр имени И. Э. Грабаря, музеи Московского Кремля и сотрудники Государственной Третьяковской галереи. Изучение фигуры, приборные исследования и сама реставрация проходили в помещении и с помощью сотрудников музея «Дом иконы и живописи» в Москве. Работы финансировались Благотворительным фондом преподобного Нила Столобенского и частными благотворителями.
Скульптура преподобного Нила Столобенского к началу реставрации находилась в плачевном состоянии. Древесина скульптуры была изъедена насекомыми, и скульптура практически распадалась на куски, по дереву шли трещины. Реставрационные работы длились шесть месяцев — с ноября 2011 по май 2012 года. Для получения картины разрушения скульптуры было проведено 3D-сканирование.
Реставраторы Всероссийского художественного научно-реставрационного центра имени И. Э. Грабаря применили метод восстановления и укрепления древесины с помощью препаратов «Акрисил-95 А» и «Акрисил-95 Б». Они были разработаны химико-технологическим отделом Государственного научно-исследовательского института реставрации. Особое средство реставратор вводил минимальными дозами при помощи медицинского шприца. В состав укрепляющего древесину препарата специалисты добавили труху, которую извлекли из скульптуры. Это сохранило аутентичность данного произведения искусства. Единственным «новоделом» стало восстановление отсутствовавшего левого башмачка Нила Столобенского.

## Проблема авторства

### Кондратий Конягин — предполагаемый автор образа
В письменных источниках имя создателя скульптуры отсутствует. Заведующая сектором научно-методической и педагогической работы Центрального музея древнерусской культуры и искусства имени Андрея Рублёва, доктор искусствоведения Барсегян предположила, что автором скульптуры Нила Столобенского мог быть лепщик, работавший над украшением храмов города Осташкова, Нило-Столобенской пустыни и Валаамского монастыря, Кондратий Семёнович Конягин. Аргументы, которые она использует при доказательстве этой атрибуции, связаны с анализом личности Конягина, его биографии и творчества в поздний период жизни. Скульптурный образ святого, имеющий глубокое сакральное содержание, по мнению Тамары Барсегян, мог передать только духовно развитый человек, хорошо понимавший сущность молитвенного подвига. Кондратий Конягин увлекался богословско-философским учением исихастов. Об этом свидетельствуют книги, переписанные им после принятия пострига. В настоящее время они хранятся в Рукописном отделе Российской государственной библиотеки. Зная положения исихазма, мастер отразил в скульптуре технику исихастской молитвы.
Кандидат искусствоведения, директор Учебно-научного центра реставрации и экспертизы Российского государственного гуманитарного университета Артур Галашевич и директор общества с ограниченной ответственностью «Научно-проектное реставрационное предприятие „Симаргл“» Александр Финогенов в опубликованной в 2010 году статье «Монастырский лепщик» предприняли попытку реконструировать биографию Кондратия Конягина на основе архивных документов. О Конягине в архивах встречается достаточно много сведений, позволяющих составить представление о нём как о лепщике и живописце. Он был уроженцем Осташкова, работал преимущественно в окрестных храмах и монастырях. В 1780-е годы он вместе с живописцами Ильёй Берзиным и Семёном Уткиным (Еремеевым) украсил лепниной интерьеры двух соборов в Осташкове — Троицкого и Воскресенского. В 1787—1789 годах Конягин работал над интерьерами Петропавловской и Крестовоздвиженской церквей (в последней сохранились только рельефные обрамления живописных композиций и картуши) в Ниловой пустыни. Предположительно Конягину же принадлежал и резной иконостас Петропавловской церкви (он полностью утрачен). Сохранились с утратами его расписные горельефные композиции на евангельские сюжеты на широких простенках восьмерика в надвратной церкви Петра и Павла: «Рождество Христово», «Крещение Христа», «Коронование Марии» и «Положение во Гроб», а также по стенам и сводам головки херувимов, в куполе — рельефное изображение Всевидящего Ока.
Натурой для персонажей Кондратию Конягину, вероятно, служили жители Верхневолжья, поскольку их лица индивидуальны и, скорее всего, портретны. Известно, что монастырский послушник Конягин был направлен в Валаамский монастырь для выполнения лепных работ. Об этом периоде его деятельности ничего не известно. Вернувшись в Нилову пустынь, Конягин принял монашество с именем Кесарий (Кесарь). После этого он перестал работать как лепщик. Предполагают, что причина этого — солидный возраст мастера или отсутствие потребности в таких работах после окончания строительства в пустыни. Конягин занялся перепиской и иллюстрацией книг. В своей статье Артур Галашевич и Александр Финогенов, детально прослеживая жизненный и творческий путь мастера, не упоминают об авторстве Конягина в отношении скульптуры Нила Столобенского.

### Автор скульптуры — представитель европейской традиции резьбы по дереву
Создатель и председатель Тверского товарищества резчиков по дереву, преподаватель-партнёр Академии Монпелье Виктор Грибков-Майский обращал внимание, что скульптурный образ из Покровского храма существенно отличается от сложившейся традиции изображения святого. На этом основании он предполагал, что скульптура была выполнена в Санкт-Петербурге иностранцем или русским мастером, который был хорошо знаком с западноевропейской традицией резьбы по дереву. В более поздней своей статье Виктор Грибков-Майский утверждал, что традиционному изображению Нила Столобенского в скульптуре соответствует другое — большое и тоже достаточно раннее изображение преподобного. Оно происходит из села Метлино, относится к концу XVIII или началу XIX веков и находится в настоящее время в Торопецком краеведческом музее. Грибков-Майский писал, что проблема скульптурной иконографии Нила Столобенского в целом слабо освещена в искусствоведческой литературе.

### Роль Ивана Челищева в создании скульптуры
Кандидат философских наук, тверской краевед Павел Иванов считал, что не подлежит сомнению, что к появлению статуи преподобного Нила Столобенского из Покровского храма причастен местный помещик Иван Челищев, знавший иностранные языки, эрудированный, некоторое время служивший в Санкт-Петербурге, большой любитель театра и театральных эффектов: собственные похороны он заранее готовил как театральное представление и репетировал за много лет до смерти. Иванов разделял мнение Тамары Барсегян, что ростовое изображение Нила Столобенского в Иоанно-Предтеченском храме стало образцом для продукции местных резчиков, но с точки зрения исследователя:

сама идея устроения «модели пещеры» преподобного очень соответствует характеру времени и любви к театральным эффектам. А чтобы театральный дух проник в Нилову пустынь, нужен был, условно говоря, «проводник». В нём очень даже легко увидеть Ивана Сергеевича. С Челищева сталось бы придумать «вертеп» в честь преподобного Нила. И его деньги затыкали рот возражавшим, что по канонам так вроде не положено, что так-де не было ведь никогда. Не было — будет!— Павел Иванов. Художники и художества торопецкого барокко
Правда, Иванов делал оговорку: полной уверенности утверждать, что именно Иван Челищев или кто-то из его близкого окружения «придумал» этот скульптурный образ, всё-таки нет. По его мнению, Челищев мог только подать необычную идею, но не контролировать её воплощение. Резчиком мог выступить не только мастер из Осташкова, но и из поместья Отолово, которое принадлежало Челищеву. Существует сообщение, что у Челищева были среди крепостных резчики, лепщики и художники. Член Петербургской Академии наук и Российской академии Николай Озерецковский ещё в 1817 году сообщал, что каменная церковь Иоанна Предтечи, имеющая придел [так в тексте] Покрова Пресвятой Богородицы, действительно была возведена на средства местного помещика Ивана Сергеевича Челищева с условием, что после смерти он будет положен покоиться в ней.

### Местный, неизвестный по имени мастер
Искусствовед Валерия Гершфельд в статье «Город художников» (1994) назвала скульптуру из Покровского храма уникальным памятником русского искусства, предназначенным для храма. По её мнению, автором её, скорее всего, был местный резчик — один из жителей города Осташкова.

## Особенности почитания скульптуры и чудес, ожидаемых от неё
Русский актёр, издатель, редактор и публицист Нил Богдановский (сценический псевдоним — Мерянский, литературный — Старец Нил) посвятил Покровскому храму и скульптуре Нила Столобенского «Заметку V» в книге «Нилова пустынь. Осташков. уезда, Тверск. губ. (Путевые заметки). Старца Нила», изданной в 1909 году. Он писал, что в северо-западном углу храма, где находилась пещера, оставлено углубление, в котором и находится скульптура преподобного в полный рост. По словам Богдановского, скульптура производит на «слабонервного человека потрясающее впечатление» — «точно живой старец, чуть не говорит». На его глазах прибывший в Нилову пустынь богомолец стоял перед скульптурой на коленях и с силой бился лбом об пол. На глазах у него стояли слёзы, из груди у него издавались глубокие вздохи, лицо было отмечено вдохновением.
Богдановский утверждал, что ему самому смотреть на скульптуру «было жутко»: «точно он [Нил Столобенский] прислушивается к исповеди кающегося и готов поднять свою епитрахиль на голову грешника для разрешительной молитвы». Местный священнослужитель посоветовал Богдановскому взять песок из ниши, где стояла скульптура, так как, по его словам, такой песок помогает при «трясовине», если пить его со святой водой. Также песок помогает в соединении со святой водой, если ими «смыть» больное место на конечности. Священнослужитель предложил паломнику насыпать его в носовой платок. Богдановский сообщал, что на некоей чугунной плите была надпись, упоминавшая песок наряду с печью и горелой глиной как три признака, по которым строители храма опознали стоявшую именно на этом месте в древности пещеру Нила Столобенского.

## Особенности скульптурного образа
Тамара Барсегян утверждала, что скульптура Нила Столобенского выполнена в стиле барокко. Об этом, с её точки зрения, говорит сложная моделировка облачений — «глубокие пышные складки развевающихся краёв мантии». Пропорции фигуры правильные. Художественно-пластическое решение отличается живописностью. При этом поза, в которой изображён святой, соответствует строгим канонам православной иконографии. Его фигура неподвижна, статична и монументальна. Это подчёркивается фронтальной постановкой тела святого и ниспадающими складками мантии. Они образуют внизу постамент.
Тамара Барсегян писала: «скульптура мягкая и сглаженная по пластическому решению, в чём сказывается влияние искусства Центральной России и Москвы». В то же время она находила в скульптуре и признаки белорусского и западноевропейского барокко, хотя в ней отсутствует экспрессивность формы. Скульптура Нила Столобенского отличается от европейских образцов стиля «сдержанными, уравновешенными характеристиками». Автору скульптуры оказались чужды декоративная пышность, праздничность и экспрессия.
Статья на сайте Дома иконы и живописи утверждает, что Нил Столобенский изображён в момент его смерти (эту точку зрения в отношении всех без исключения скульптурных изображений преподобного разделяет и кандидат искусствоведения Александр Буркин) в соответствии с текстом его жития: «заострённые черты просветлённого лика со спокойно закрытыми глазами, поддерживаемое крюками облачённое в схиму тело с бессильно опущенными руками, контрастирует [так в тексте] с динамично развевающимися складками одежд». Статья отмечает, что больших храмовых скульптур сохранились считанные единицы: «Редкость и выдающиеся художественные достоинства образа делают его [скульптуру Нила Столобенского] уникальным, не имеющим аналогий, памятником русской деревянной скульптуры, являющимся частью национального культурного достояния». Наместник Нило-Столобенской пустыни, архимандрит Вассиан, напротив, утверждал, что Нил Столобенский изображался не во время смерти, а во время кратковременного отдыха от исполнения обетов.